# Bediani
Bediani – osiedle typu miejskiego w Gruzji, w regionie Dolna Kartlia. W 2014 roku liczyło 148 mieszkańców.